# Likviditetsbudget
Likviditetsbudget är ett budgeterat kassakonto. Det är en uppställning över hur mycket kontanter som finns i kassan vid periodens början, plus budgeterade inbetalningar minus budgeterade utbetalningar vilket ger den budgeterade kassabehållningen vid periodens slut. Det är ett verktyg för att få översikt över kassan så man kan planera kommande in och utbetalningar. 
En likviditetsbudget är avgörande för att företag ska kunna undvika betalningsproblem och likviditetsbrist, vilket kan leda till ekonomiska svårigheter eller till och med konkurs. Genom att upprätta och regelbundet uppdatera en likviditetsbudget kan företag identifiera perioder med potentiella kassaflödesproblem och vidta förebyggande åtgärder, såsom att förhandla om betalningsvillkor, höja kontokrediten eller sälja av tillgångar.
| Likviditetsbudget, kassaflöde  |           |             |
| ------------------------------ | --------- | ----------- |
| Likvida medel vid årets början |           | + 100 000   |
| Inbetalningar                  |           |             |
| Nettoomsättning                | 2 900 000 |             |
| Nyupplåning                    | 100 000   |             |
| Summa inbetalningar            |           | + 3 000 000 |
| Utbetalningar                  |           |             |
| Varuinköp                      | 1 525 000 |             |
| Diverse kostnader              | 110 000   |             |
| Personalkostnader              | 1 100 000 |             |
| Räntekostnader                 | 7 000     |             |
| Amorteringar                   | 20 000    |             |
| Nyinvesteringar                | 100 000   |             |
| Summa utbetalningar            |           | - 2 862 000 |
| Likvida medel vid årets slut   |           | + 238 000   |